# اورلوفکا (شهرستان بلاگووشچنسکی، باشقیرستان)
اورلوفکا (انگلیسی: Orlovka, Blagoveshchensky District, Republic of Bashkortostan) یک شهرک در شهرستان بلاگووشچنسکی باشقیرستان کشور روسیه است.